# Na zdrowie (album Farben Lehre)
Na Zdrowie – piętnasty studyjny album zespołu Farben Lehre, wydany 3 marca 2023 roku, nakładem wrocławskiej firmy Lou & Rocked Boys.

## Lista utworów
1. „Na zdrowie” – 3:06
2. „Kasyno” – 2:55
3. „Samo życie” – 3:23
4. „Szeregowiec” – 4:09
5. „Ku radości” – 3:32
6. „Deja Vu” – 3:02
7. „Bella Ciao (akustycznie)” – 3:34
8. „Dalej” – 3:00
9. „Straszny film” – 2:58
10. „Skrzydła” – 3:16
11. „Choroba polska” – 2:58
12. „Nie zamykaj oczu” – 3:05
13. „Manifest” – 3:49

## Muzycy
- Wojciech Wojda – wokal, teksty
- Konrad Wojda – gitara, wokal (10), chórki
- Filip Grodzicki – gitara basowa, chórki
- Gerard Klawe – perkusja, przeszkadzajki, chórki

Gościnnie wystąpili:
- Michał Jelonek – skrzypce, altówka, gitara (01, 04, 07, 12)
- Agata Wojda – chórki (07)
- Piotr „Gutek” Gutkowski – wokal (03, 10, 11)
- Robert Gawliński – wokal (03, 04)
- Marek Makles – instrumenty klawiszowe, akordeon (03, 07, 10)
- Chór Państwowej Szkoły Muzycznej I i II stopnia im. Karola Szymanowskiego w Płocku - chórki (13)